# Werner Schreyer
Werner Willibald Schreyer (Vienna, 10 marzo 1970) è un modello e attore austriaco.

## Biografia
Nel corso della sua carriera Schreyer ha lavorato con i principali marchi della moda come Versace, Louis Vuitton, Armani, Ralph Lauren, Guess?, Calvin Klein, Hugo Boss, Gucci, Levi's, Burberry, Dolce & Gabbana, Ray-Ban e Prada, ritratto da fotografi come Mario Testino, Matthew Rolston, Herb Ritts, Terry Richardson, Bruce Weber, Mario Sorrenti e Richard Avedon. È stato inoltre l'unico modello maschile a comparire sulla copertina di Vogue Francia, oltre ad essere comparso in vari servizi in riviste come Elle, Esquire, Glamour, FHM, GQ e molti altri.
Il sito models.com ha classificato Schreyer al decimo posto nella classifica dei modelli uomini considerati delle icone della moda. Come attore, Werner Schreyer ha iniziato la propria carriera nel 1993 con un film in costume della televisione francese intitolato Senso, che vinse il primo premio in occasione del festival International Historic Film Festival. In seguito ha recitato nel 1995 in Elisa, con Gérard Depardieu e Vanessa Paradis, in 9 settimane e ½ - La conclusione e Point Blank - Appuntamento con la morte, entrambi con Mickey Rourke ed in Bandits.

## Agenzie
- DNA Model Management - New York
- Beatrice International Models Agency - Milano
- Select Model Management - Londra
- Success Models - Parigi
- View Management - Madrid, Barcellona
- Viva Models - Berlino